# Sesel sivý
Sesel sivý (Seseli osseum) je druh rostliny z čeledi miříkovité (Apiaceae). Dorůstá výšky mezi 0,3 metrů až 1,5 metrů.

## Popis
Sesel sivý je rozšířený v panonské části střední Evropy a kvete od července do září. Je to vytrvalá řidčeji dvouletá bylina. Sesel sivý roste na skalách, kamenitých výslunných stráních. Okolíky má velké přes 5 centimetrů v průměru s 5 až 15 okolíčky. Květy sesele sivého jsou bílé, květní lístky přibližně 0,5 milimetrů dlouhé.

## Záměna
Sesel sivý se může zaměnit s moravským seselem pestrým (Seseli pallasii) ale sesel pestrý má okolíky s větším počtem okolíků mezi 15 až 25. Nejpravděpodobnější záměna v Čechách je se seselem fenyklovým (Seseli hippomarathrum) který je vyhraněnější na podklad s listy více dělenými a čepelí v obrysu vejčitě podlouhlou.